# Campeonato Mineiro Módulo II
El Campeonato Mineiro Módulo II es un torneo de fútbol disputado en el estado de Minas Gerais. Organizado por la Federação Mineira de Futebol es el segundo nivel del fútbol mineiro promoviendo sus primeros colocados al Campeonato Mineiro.

## Palmarés[1]
| Año  | Campeón                          | Subcampeón                       |
| ---- | -------------------------------- | -------------------------------- |
| 1994 | Rio Branco (Andradas)            | URT                              |
| 1995 | Villa Nova                       | Paraisense                       |
| 1996 | Social                           | Montes Claros                    |
| 1997 | Ipiranga                         | Nacional (Uberaba)               |
| 1998 | Rio Branco (Andradas)            | URT                              |
| 1999 | Uberlândia                       | Ipatinga                         |
| 2000 | Mamoré                           | Guarani (Divinópolis)            |
| 2001 | Tupi                             | Nacional (Uberaba)               |
| 2002 | Guarani (Divinópolis)            | Social                           |
| 2003 | Uberaba                          | Valeriodoce                      |
| 2004 | Ituiutaba2                       | Democrata (Sete Lagoas)          |
| 2005 | Democrata (Governador Valadares) | Uberlândia                       |
| 2006 | Rio Branco (Andradas)            | Tupi                             |
| 2007 | Social                           | Uberaba                          |
| 2008 | América                          | Uberlândia                       |
| 2009 | Ipatinga                         | Caldense                         |
| 2010 | Guarani (Divinópolis)            | Mamoré 1                         |
| 2011 | Boa Esporte                      | Nacional (Nova Serrana)          |
| 2012 | Araxá                            | Tombense                         |
| 2013 | URT                              | Minas Futebol                    |
| 2014 | Mamoré                           | Democrata (Governador Valadares) |
| 2015 | Uberlândia                       | Tricordiano                      |
| 2016 | Democrata (Governador Valadares) | América (Teófilo Otoni)          |
| 2017 | Patrocinense                     | Boa Esporte                      |
| 2018 | Guarani (Divinópolis)            | Tupynambás                       |
| 2019 | Coímbra                          | Uberlândia                       |
| 2020 | Pouso Alegre                     | Athletic Club                    |
| 2021 | Villa Nova                       | Democrata (Governador Valadares) |
| 2022 | Democrata (Sete Lagoas)          | Ipatinga                         |
| 2023 | Itabirito                        | Uberlândia                       |
| 2024 | Betim                            | Aymorés                          |

1. El Mamoré tuvo su ascenso revocado por uso irregular de un atleta durante la segunda fase de la competición. Así, el segundo colocado de su grupo, el Funorte, fue ascendido y declarado subcampeón en su lugar.
2. Es el actual Boa Esporte Clube.

## Títulos por equipo
| Equipo                           | Títulos | Subtítulos | Años campeón     |
| -------------------------------- | ------- | ---------- | ---------------- |
| Guarani (Divinópolis)            | 3       | 1          | 2002, 2010, 2018 |
| Rio Branco                       | 3       | 0          | 1994, 1998, 2006 |
| Uberlândia                       | 2       | 4          | 1999, 2015       |
| Boa Esporte                      | 2       | 1          | 2004, 2011       |
| Democrata (Governador Valadares) | 2       | 1          | 2005, 2016       |
| Mamoré                           | 2       | 1          | 2000, 2014       |
| Social                           | 2       | 1          | 1996, 2007       |
| Villa Nova                       | 2       | 0          | 1995, 2021       |
| Ipatinga                         | 1       | 2          | 2009             |
| Tupi                             | 1       | 1          | 2001             |
| URT                              | 1       | 1          | 2013             |
| Uberaba                          | 1       | 1          | 2003             |
| Democrata (Sete Lagoas)          | 1       | 1          | 2022             |
| América Mineiro                  | 1       | 0          | 2008             |
| Araxá                            | 1       | 0          | 2012             |
| Ipiranga                         | 1       | 0          | 1997             |
| Patrocinense                     | 1       | 0          | 2017             |
| Coimbra                          | 1       | 0          | 2019             |
| Pouso Alegre                     | 1       | 0          | 2020             |
| Itabirito                        | 1       | 0          | 2023             |
| Betim                            | 1       | 0          | 2024             |
| Nacional (Uberaba)               | 0       | 2          | -                |
| América (Teófilo Otoni)          | 0       | 1          | -                |
| Tricordiano                      | 0       | 1          | -                |
| Minas Futebol                    | 0       | 1          | -                |
| Tombense                         | 0       | 1          | -                |
| Nacional (Nova Serrana)          | 0       | 1          | -                |
| Caldense                         | 0       | 1          | -                |
| Valeriodoce                      | 0       | 1          | -                |
| Montes Claros                    | 0       | 1          | -                |
| Paraisense                       | 0       | 1          | -                |
| Tupynambás                       | 0       | 1          | -                |
| Athletic Club                    | 0       | 1          | -                |
| Aymorés                          | 0       | 1          | -                |